# Ил (озеро)
Ил — крупный и глубокий водоём, расположенный в цепи озёр вдоль побережья Орегона, к югу от реки Ампкуа, на территории Соединённых Штатов Америки. В эту цепь также входят другие крупные озёра, такие как Клир, Норт-Тенмайл и Тенмайл, а также более мелкие озёра, которые впадают в Тихий океан через ручей Тенмайл.
Озеро Ил расположено примерно в 11 километрах к югу от Ридспорта, к востоку от трассы US Route 101 и к северу от Лейксайда. С восточной стороны к озеру Ил примыкают крутые склоны хребта Орегонского побережья. С западной стороны озеро граничит с государственным парком Уильяма М. Тагмана, а менее чем в 1,6 км от озера находится Национальная зона отдыха Орегонские дюны.
Государственный парк Уильяма М. Тагмана расположен вокруг западного рукава озера Ил. На территории парка оборудованы 94 кемпинга для автофургонов (RV), а также 16 юрт для туристов и велосипедистов. В парке есть зона дневного отдыха, лодочный спуск, рыболовный док и пешеходная тропа.
На озере и в его окрестностях можно заниматься различными видами активного отдыха, такими как рыбалка, плавание, катание на лодках и наблюдение за дикой природой. В озере обитают следующие виды рыб: большеротый окунь, краппи, радужная форель, синежаберный солнечник, стальноголовый лосось и кижуч. Последний вид рыб должен быть выпущен обратно в воду в случае поимки.
На севере в западную часть озера Ил впадает река Клир-Крик, а также более мелкие реки Эдна, Тил, Штутпельц и Холл. Вода из озера Ил вытекает через реку Игл-Крик, которая является притоком реки Тенмайл-Крик. Озеро Ил является источником питьевой воды для примерно 1200 человек, проживающих в районе Лейксайда и его окрестностях.

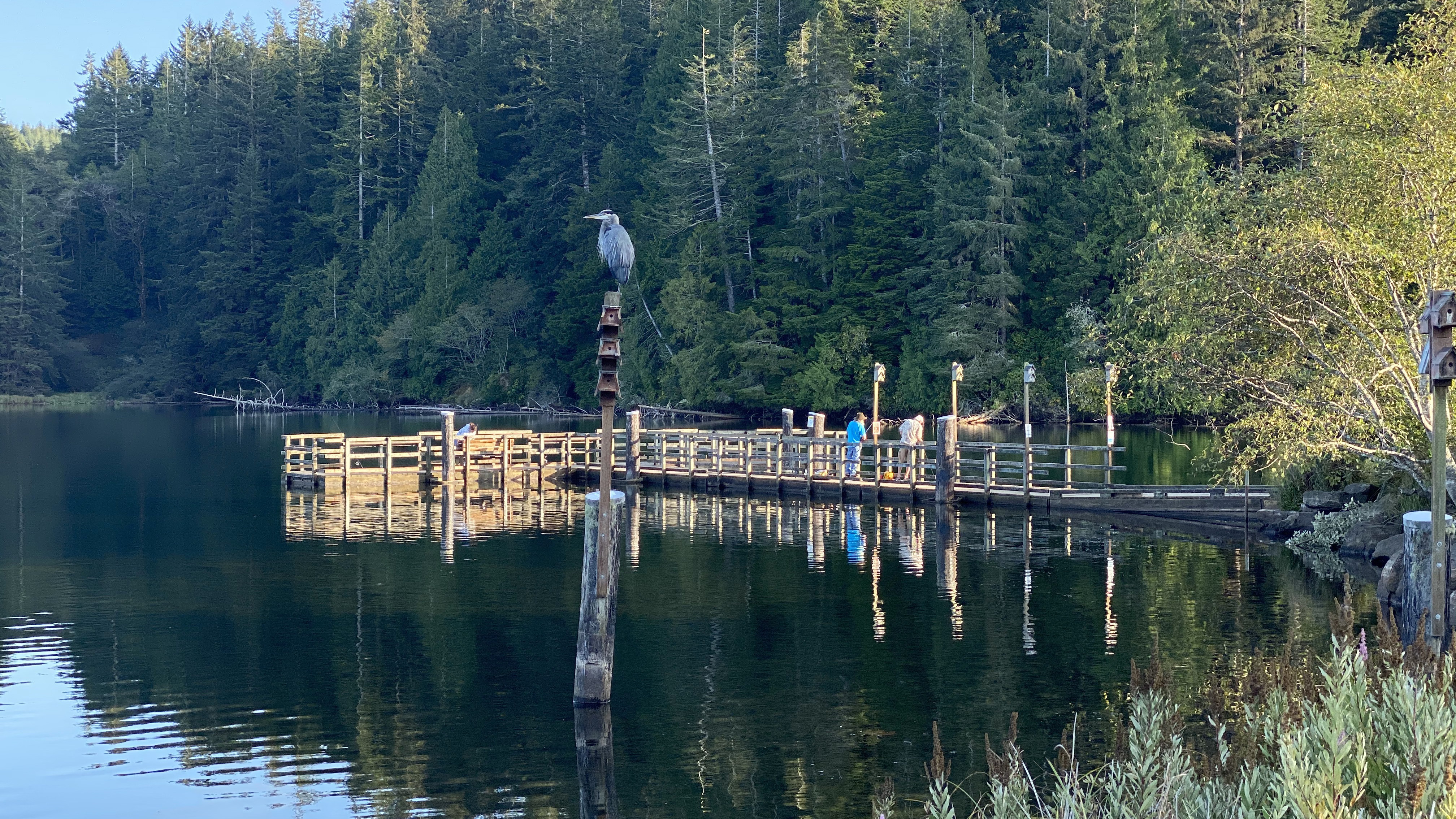
Рыболовный причал на озере Ил.

## Геология
Озера в водоразделе ручья Тенмайл образовались после повышения уровня моря, вызванного постледниковым потеплением, затопили нижние течения ручья и его притоки. Песчаные дюны, которые позже образовались вдоль побережья, изменили дренажные системы региона и привели к образованию ряда озер на разных высотах в бассейне Тенмайл.